# Alex Dias Ribeiro
Alex Dias Ribeiro (Belo Horizonte, 7 november 1948) is een voormalig Formule 1 coureur. Hij reed 20 grands prix, hij haalde daarin geen punten.
Tijdens de Grand Prix van Brazilië 2002 kwam Ribeiro bijna om het leven. Tijdens de warm-up was Enrique Bernoldi gecrasht. Ribeiro kwam aanrijden in de doktersauto, was gestopt en vlak nadat hij de deur open deed, reed Nick Heidfeld in zijn Sauber de deur eraf. Ribeiro, Bernoldi en Heidfeld bleven ongedeerd.
Na de Formule 1 taal hij nog een paar jaar in de Copa NEXTEL Stock Car.
Ribeiro is misschien wel het bekendst door zijn "Jezus Saves" slogans op sommige Formule 1 auto's.